# Evropská silnice E015
Evropská silnice E015 je mezinárodní silniční trasa třídy B, která se nachází pouze v Kazachstánu. Vede mezi městy Taskesken a Bachty. Její celková délka je 280 km.

## Trasa

### KazachstánKazachstán
Taskesken – Bakhty